# Manuel Vasques
Manuel Soeiro Vasques (Barreiro, 29 de julio de 1926-10 de julio de 2003) fue un futbolista portugués que jugó como delantero.

## Trayectoria
En 1946 se incorporó al Sporting de Lisboa procedente del GD Fabril. Durante su paso por Lisboa participó en 349 partidos durante todas las competiciones compuestas y anotó 225 goles, formando parte de una línea de ataque denominada Cinco Violinos que incluía a jugadores como Albano, Jesús Correia, Fernando Peyroteo y José Travassos, ganando diez títulos importantes incluyendo ocho campeonatos de Primeira Liga.
En la temporada 1950-51 lideró la tabla de goleadores con 29 goles para ayudar a los Lions a ganar la liga nacional 11 por delante del Oporto, segundo clasificado.

## Selección nacional
Ganó 26 partidos con la selección portuguesa durante nueve años, anotando ocho veces. Su debut se produjo el 21 de marzo de 1948 en una derrota por 0-3 en un amistoso contra España, en Madrid.